# Seniors Irish Masters 2018
Das Seniors Irish Masters 2018 war das zweite von vier Events der World Seniors Tour 2017/18. Es wurde im irischen Kill ausgetragen. Sieger wurde der sechsfache Weltmeister Steve Davis, der den Überraschungsfinalisten Jonathan Bagley mit 4:0 besiegte.

## Preisgeld
Das gesamte Preisgeld betrug 10.700 ₤.
|                | Preisgeld |
| -------------- | --------- |
| Sieger         | 5.000 ₤   |
| Finale         | 2.000 ₤   |
| Halbfinale     | 800 ₤     |
| Viertelfinale  | 400 ₤     |
| Höchstes Break | 500 ₤     |
| Insgesamt      | 10.700 ₤  |

## Spieler
Für das Hauptturnier waren sechs „Legenden“ des Snookersports gesetzt. Die beiden verbleibenden Plätze gingen an die Sieger bei zwei Qualifikationsturnieren.

### Gesetzte Spieler
Die eingeladenen Spieler wurden nach der Anzahl ihrer Weltmeistertitel, der Anzahl ihrer Siege bei Triple-Crown- und bei Ranglistenturnieren gesetzt. Da Stephen Hendry aufgrund vertraglicher Verpflichtungen in China nicht am Turnier teilnehmen konnte, wurde er durch Steve Davis ersetzt. Davis, der eigentlich nach seinem Karriereende 2016 an keinen Turnieren mehr teilnehmen wollte, gab bekannt, dass dies nur eine Ausnahme sei und er danach keine weiteren Turniere spielen werde.
1. Stephen Hendry (7× Weltmeister) ersetzt durch Steve Davis (6× Weltmeister)
2. John Parrott (1× Weltmeister, 2× Triple Crown, 9× Ranglistenturnier)
3. Dennis Taylor (1× Weltmeister, 2× Triple Crown, 2× Ranglistenturnier)
4. Ken Doherty (1× Weltmeister, 1× Triple Crown)
5. Jimmy White (2× Triple Crown)
6. Patsy Fagan (1× Triple Crown)

### Qualifikationsturniere
Das erste Turnier wurde vom 3. bis 5. November 2017 in Cookstown ausgetragen. Der Nordire Julian Logue gewann dort im Finale gegen seinen Landsmann Patrick Wallace mit 3:2. Da Logue jedoch aus persönlichen Gründen nicht antreten konnte, wurde er durch Wallace als Finalisten des Turniers ersetzt.
Die zweite Qualifikation wurde am 25. und 26. November in Carlow gespielt. Hier konnte Jonathan Bagley Gary Filtness in einem englischen Endspiel mit 3:0 besiegen.

## Turnierverlauf
Die Spiele wurden im Viertel- und Halbfinale im Best-of-5-Modus gespielt, das Finale wurde über maximal sieben Frames entschieden. Anstatt eines ganzen Entscheidungsframes, wie normalerweise üblich, wurde bei diesem Turnier nur die schwarze Kugel nochmals aufgesetzt (Re-spotted black). Für einen Stoß hatten die Spieler zudem jeweils nur 30 Sekunden Zeit.
| Viertelfinale Best of 5 Frames | Viertelfinale Best of 5 Frames | Viertelfinale Best of 5 Frames |   |                 | Halbfinale Best of 5 Frames | Halbfinale Best of 5 Frames | Halbfinale Best of 5 Frames |  |  | Finale Best of 7 Frames | Finale Best of 7 Frames | Finale Best of 7 Frames |
|                                |                                |                                |   |                 |                             |                             |                             |  |  |                         |                         |                         |
| 1                              | Steve Davis                    | 3                              |   |                 |                             |                             |                             |  |  |                         |                         |                         |
| 3                              | Dennis Taylor                  | 1                              |   |                 |                             |                             |                             |  |  |                         |                         |                         |
| 3                              | Dennis Taylor                  | 1                              | 1 | Steve Davis     | 3                           |                             |                             |  |  |                         |                         |                         |
|                                |                                |                                | 1 | Steve Davis     | 3                           |                             |                             |  |  |                         |                         |                         |
|                                | 2                              | John Parrott                   | 0 |                 |                             |                             |                             |  |  |                         |                         |                         |
| 2                              | 2                              | John Parrott                   | 0 | John Parrott    | 3                           |                             |                             |  |  |                         |                         |                         |
| 2                              |                                |                                |   | John Parrott    | 3                           |                             |                             |  |  |                         |                         |                         |
| 6                              | Patsy Fagan                    | 0                              |   |                 |                             |                             |                             |  |  |                         |                         |                         |
| 6                              | Patsy Fagan                    | 0                              | 1 | Steve Davis     | 4                           |                             |                             |  |  |                         |                         |                         |
|                                |                                |                                |   | Steve Davis     | 4                           |                             |                             |  |  |                         |                         |                         |
|                                | Q                              | Jonathan Bagley                | 0 |                 |                             |                             |                             |  |  |                         |                         |                         |
| Q                              | Q                              | Jonathan Bagley                | 0 | Jonathan Bagley | 3                           |                             |                             |  |  |                         |                         |                         |
| Q                              |                                |                                |   | Jonathan Bagley | 3                           |                             |                             |  |  |                         |                         |                         |
| 4                              | Ken Doherty                    | 2                              |   |                 |                             |                             |                             |  |  |                         |                         |                         |
| 4                              | Ken Doherty                    | 2                              | Q | Jonathan Bagley | 3                           |                             |                             |  |  |                         |                         |                         |
|                                |                                |                                | Q | Jonathan Bagley | 3                           |                             |                             |  |  |                         |                         |                         |
|                                | 5                              | Jimmy White                    | 2 |                 |                             |                             |                             |  |  |                         |                         |                         |
| 5                              | 5                              | Jimmy White                    | 2 | Jimmy White     | 3                           |                             |                             |  |  |                         |                         |                         |
| 5                              |                                |                                |   | Jimmy White     | 3                           |                             |                             |  |  |                         |                         |                         |
| Q                              | Patrick Wallace                | 0                              |   |                 |                             |                             |                             |  |  |                         |                         |                         |

### Finale
| Finale: Best of 7 Frames Schiedsrichter/in: Jan Verhaas Goff’s, Kill, Irland, 7. Januar 2018 |                |                 |
| Steve Davis                                                                                  | 4:0            | Jonathan Bagley |
| 57:44, 73:25 (56), 68:59, 61:6                                                               |                |                 |
| 56                                                                                           | Höchstes Break | 32              |
| –                                                                                            | Century-Breaks | –               |
| 1                                                                                            | 50+-Breaks     | –               |

## Sonstiges
Die Trophäe wurde von Lauren Higgins, der Tochter des 2010 verstorbenen Alex Higgins, überreicht.